# Raid w Wiśle 1959
9. Rajd w Wiśle – 9. edycja Rajdu Wisły. Był to rajd samochodowy rozgrywany od 4 do 6 września 1959 roku. Była to czwarta runda Rajdowych Samochodowych Mistrzostw Polski w roku 1959. Zawodnicy byli klasyfikowani w poszczególnych klasach, nie było klasyfikacji generalnej.

## Wyniki końcowe rajdu[1]

### Klasa VIII
| Miejsce | Kierowca          | Samochód          | Punkty |
| ------- | ----------------- | ----------------- | ------ |
| 1       | Henryk Ruciński   | Ford Zodiac       | 536,6  |
| 2       | Ksawery Frank     | Opel Kapitan      | 551,0  |
| 3       | Henryk Frąckowiak | Opel Kapitan      | 571,6  |
| 4       | Stanisław Plucha  | FSO Warszawa M 20 | 734,7  |
| 5       | Jagiel            | FSO Warszawa M 20 | 785,9  |

### Klasa VII
| Miejsce | Kierowca         | Samochód      | Punkty |
| ------- | ---------------- | ------------- | ------ |
| 1       | Michał Bieder    | Citroen BL 11 | 607,2  |
| 2       | Edward Kuszewski | Citroen BL 11 | 634,9  |
| 3       | Andrzej Żymirski | Opel Olympia  | 634,9  |
| 4       | Z. Rosłaniec     | Citroen BL 11 | 978,6  |

### Klasa V
| Miejsce | Kierowca             | Pilot      | Samochód     | Punkty |
| ------- | -------------------- | ---------- | ------------ | ------ |
| 1       | Sobiesław Zasada     | Ewa Zasada | Simca Aronde | 532,0  |
| 2       | Krzysztof Komornicki |            | Simca Aronde | 553,0  |
| 3       | Stefan Goński        |            | Simca Aronde | 556,6  |
| 4       | Grzegorz Timoszek    |            | Simca Aronde | 576,0  |
| 5       | Aleksander Sobański  |            | Simca Aronde | 584,9  |
| 6       | Jerzy Miodyński      |            | Simca Aronde | 585,0  |

### Klasa IV
| Miejsce | Kierowca             | Samochód         | Punkty |
| ------- | -------------------- | ---------------- | ------ |
| 1       | Henryk Kosecki       | Wartburg 311     | 645,3  |
| 2       | Barbara Wojtowicz    | Renault Dauphine | 651,4  |
| 3       | Walerian Waryszewski | Renault Dauphine | 703,3  |
| 4       | Jerzy Jesz           | Wartburg 311     | 766,4  |

### Klasa III
| Miejsce | Kierowca        | Samochód     | Punkty |
| ------- | --------------- | ------------ | ------ |
| 1       | Marian Zatoń    | FSO Syrena   | 639,8  |
| 2       | Marek Varisella | FSO Syrena   | 674,2  |
| 3       | Piotr Mianowicz | Renault 4 CV | 711,2  |
| 4       | Jerzy Osterczyl | Renault 4 CV | 751,6  |